# Чэнь (династия)
Династия Чэнь (кит. упр. 陳朝, пиньинь Chén cháo) — четвёртая и последняя из Южных династий в Китае, существовавшая в 557—589 годах. Уничтожена династией Суй.
На момент основания династии императором У-ди, её позиции были чрезвычайно слабы, она владела только небольшой частью территории предшествующей династии Лян, и та была опустошена войнами, приведшими к падению Лян. Однако преемники императора У-ди, Вэнь-ди и Сюань-ди, были способными правителями, и государство постепенно крепло и усиливалось, сравниваясь в силе со своими соперниками, Северной Чжоу и Северной Ци. Однако после того как Северная Чжоу уничтожила Северную Ци в 577 году, Чэнь оказалась загнанной в угол. Ещё хуже было то, что её последний император Чэнь Шубао оказался некомпетентным и нестрогим правителем, и Чэнь, в конце концов, в результате войны 588—590 гг. была уничтожена империей Суй.

## Императоры Чэнь
| Посмертное имя                                                    | Личное имя                     | Годы правления | Девиз правления (年號 niánhào) и годы                           |
| ----------------------------------------------------------------- | ------------------------------ | -------------- | --------------------------------------------------------------- |
| Исторически наиболее употребительная форма: Чэнь + посмертное имя |                                |                |                                                                 |
| У-ди 武帝 Wǔdì                                                    | Чэнь Басянь 陳霸先 Chén Bàxiān | 557—559        | - Юндин (永定 Yǒngdìng) 557—559                                 |
| Вэнь-ди 文帝 Wéndì                                                | Чэнь Цянь 陳蒨 Chén Qiàn       | 560—566        | - Тяньцзя (天嘉 Tiānjiā) 560—566 - Тянькан (天康 Tiānkāng) 566  |
| Фэй-ди 廢帝 Fèidì                                                 | Чэнь Боцзун 陳伯宗 Chén Bózōng | 567—568        | - Гуанда (光大 Guāngdà) 567—568                                 |
| Сюань-ди 宣帝 Xuāndì                                              | Чэнь Сюй 陳頊 Chén Xū          | 569—582        | - Тайцзянь (太建 Tàijiàn) 569—582                               |
| Хоу Чжу 後主 Hòu Zhǔ                                              | Чэнь Шубао 陳叔寶 Chén Shúbǎo  | 583—589        | - Чжидэ (至德 Zhìdé) 583—586 - Чжэньмин (禎明 Zhēnmíng) 587—589 |